# Гарус Наталія Порфирівна
Наталія Порфирівна Гарус (нар. 1897, Катеринославська губернія, тепер Дніпропетровська область — ?) — українська радянська діячка, директор середньої школи № 8 міста Новомосковська Дніпропетровської області. Депутат Верховної Ради УРСР 2-го скликання.

## Біографія
У 1916 році закінчила Новомосковську гімназію Катеринославської губернії.
Педагогічну діяльність розпочала у 1916 році вчителькою початкової школи села Голубівки Новомосковського повіту Катеринославської губернії. З 1917 року працювала вчителькою початкової школи села Попасне Новомосковського повіту.
З 1920 року обиралася членом правління Спілки працівників освіти Новомосковського повіту. Потім працювала вчителькою, завідувачем початкової школи села Михайлівки Новомосковського району Дніпропетровщини.
У 1931—1935 роках — студентка заочного відділу Новомосковського педагогічного інституту Дніпропетровської області.
З 1935 року працювала в середній школі. У 1938 році її було призначено завідувачем навчальної частини Новомосковської школи для дорослих. Одночасно викладала російську мову та літературу в Новомосковському технікумі механізації сільського господарства.
У 1941 році евакуйована в Саратовську область РРФСР, де працювала вчителькою на залізничній станції Нахой. У 1944 році повернулася в місто Новомосковськ. Працювала вчителькою російської мови та літератури і завідувачем навчальної частини Новомосковської середньої школи.
У 1945—1951 роках — директор середньої школи № 8 міста Новомосковська Дніпропетровської області.

## Нагороди
- медалі
- «Відмінник народної освіти»